# 余学友
余学友（1958年6月—），男，汉族，河南光山人，中华人民共和国政治人物，曾任商丘市人民政府市长、第十二届全国人民代表大会河南地区代表。

## 生平
余学友毕业于中国共产党河南省委党校行政管理专业。1983年11月加入中国共产党。2011年7月当选商丘市人民政府市长。2013年，担任全国人大代表。2014年4月至2017年11月任驻马店市委书记。
2017年，余学友改任中共河南省委农村工作领导小组副组长。